# Sideroxylon capiri
Sideroxylon capiri,  el árbol de tempisque o danto amarillo, es una especie de la subfamilia Chrysophylloideae. 

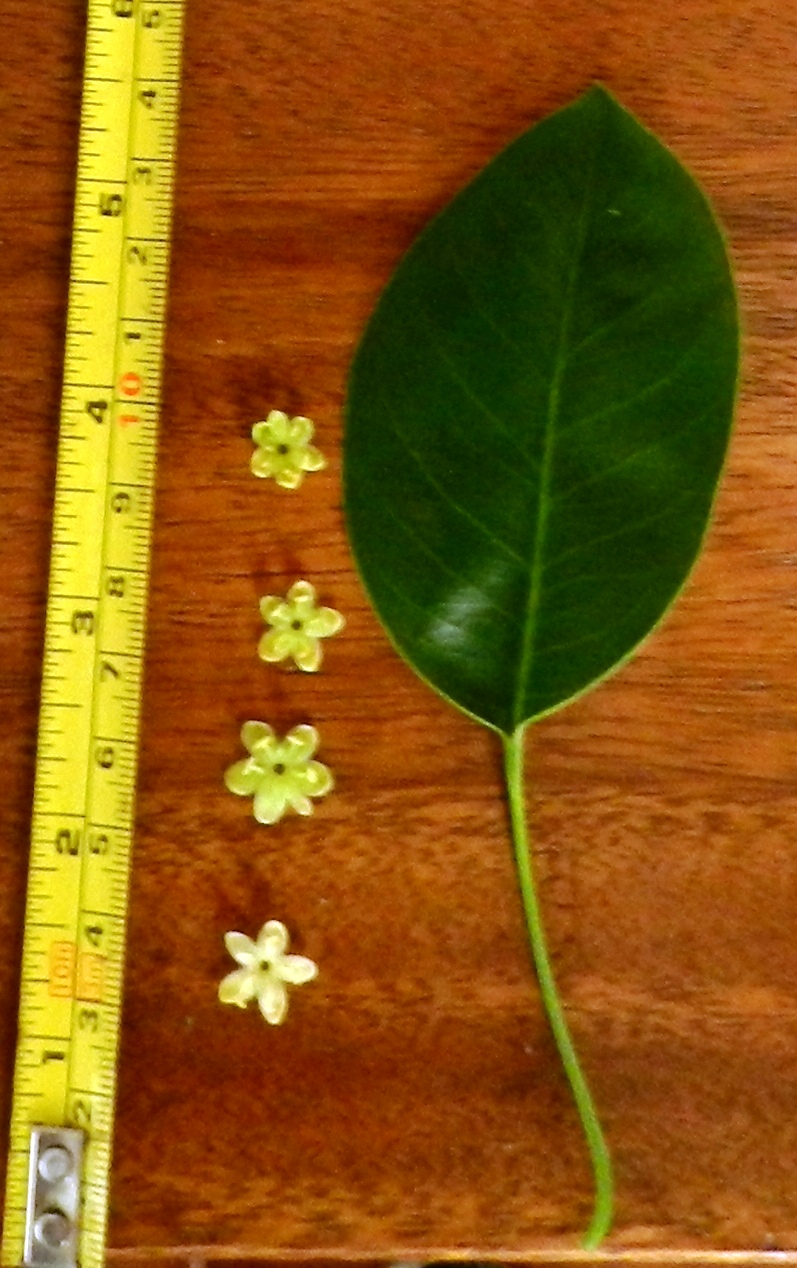
Flores y Hoja del Árbol Tempisque en El Crucero, Managua, Nicaragua

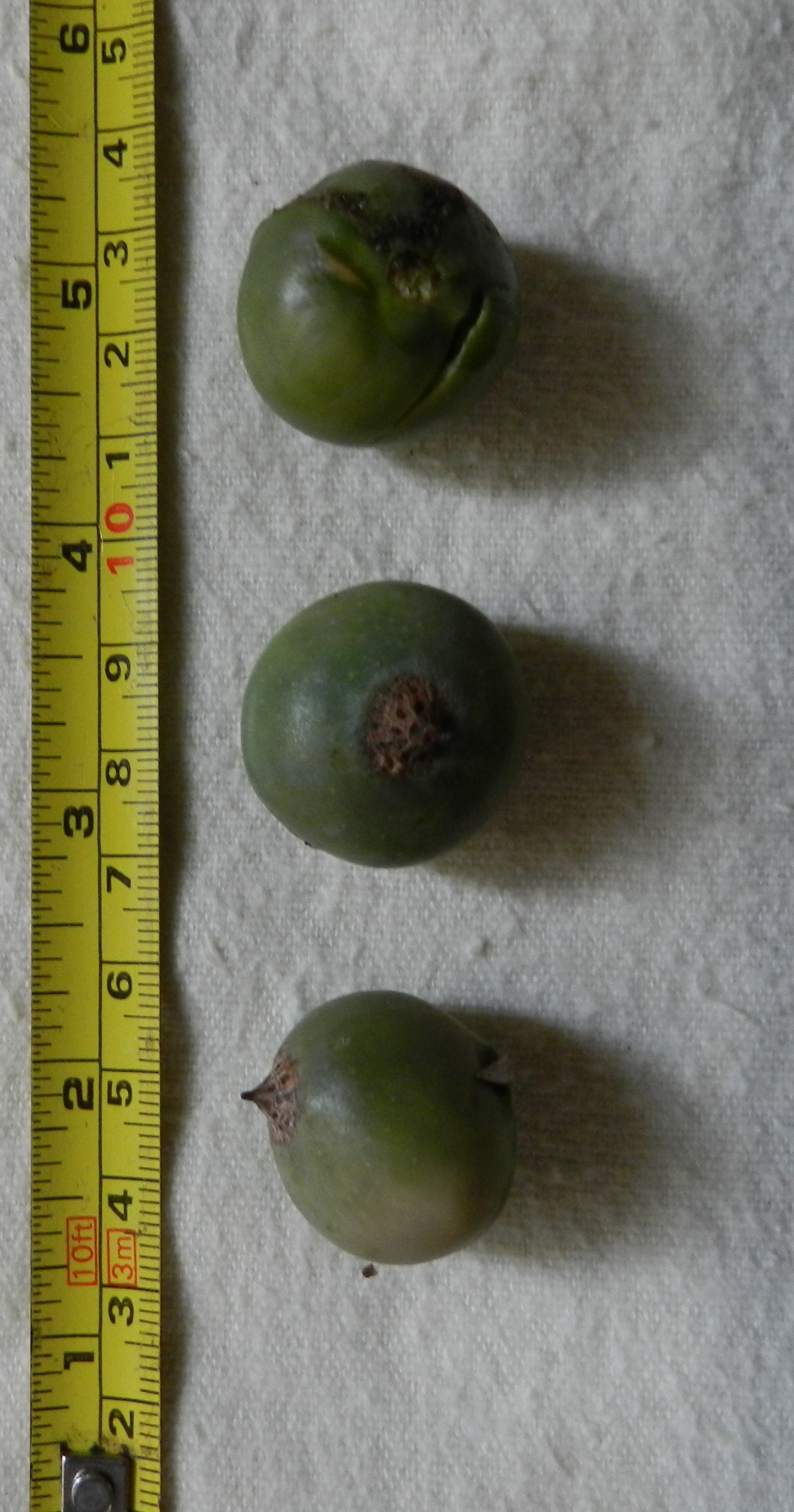
Frutos del árbol Tempisque en El Crucero, Managua, Nicaragua

## Descripción
Es un árbol medio a grande, hasta 35 m de altura y 12 dm de DAP. Ramifica alto en el tallo; copa redondeada. El ritidoma se desprende en pequeñas placas rectangulares. Produce látex blanco al herirse. Hoja simple, alterna, borde liso a ligeramente ondulado, y de 5-20 cm de largo, de punta corta; y en la base se forma un bolsito cilíndrico al unirse con el peciolo. Flor de 10-14 mm , color amarillo pálido, en
grupos laterales, detrás de las hojas. Fruto baya de 4 cm de largo, glabro, acabada en punta fina. Madura al pasar a amarillo. Semilla tostada de 2-2,5 cm .

## Distribución y hábitat
Habita de México a Panamá, principalmente en las vertiente del Pacífico, por lo que no parece encontrarse en Belice. En Costa Rica y en Nicaragua crece también en la región Central.
Es una especie heliófita, generalmente alcanza el dosel superior. Crece en un amplio rango de suelos, en sitios secos y en algunos más húmedos. A veces crece aislada en potreros de bosque secundario. Se regenera muy escasamente, y prácticamente no existen individuos en edades intermedias. Crece asociado con Astronium graveolens, Cordia alliodora, Luehea candida, Albizia niopoides, Enterolobium cyclocarpum.

## Taxonomía
Sideroxylon capiri fue descrita por (A.DC.) Pittier y publicado en Contributions from the United States National Herbarium 13(12): 462, en el año 1912.
Variedades aceptadas
- Sideroxylon capiri subsp. capiri
- Sideroxylon capiri subsp. tempisque (Pittier) T.D.Penn.

Sinonimia
- Sideroxylon tempisque Pittier
- Achras capiri (A.DC.) Sessé & Moc.
- Lucuma capiri A.DC.
- Mastichodendron capiri (A.DC.) Cronquist
- Paralabatia capiri (A.DC.) Baehni[2]

## Otros nombres comunes
Costa Ricadanto ,  dri , níspero amarillo [cita requerida]
Españasaquaia [cita requerida]